# Blauwe achterblijver

de locatie van blauwe achterblijvers in het Hertzsprung-Russelldiagram

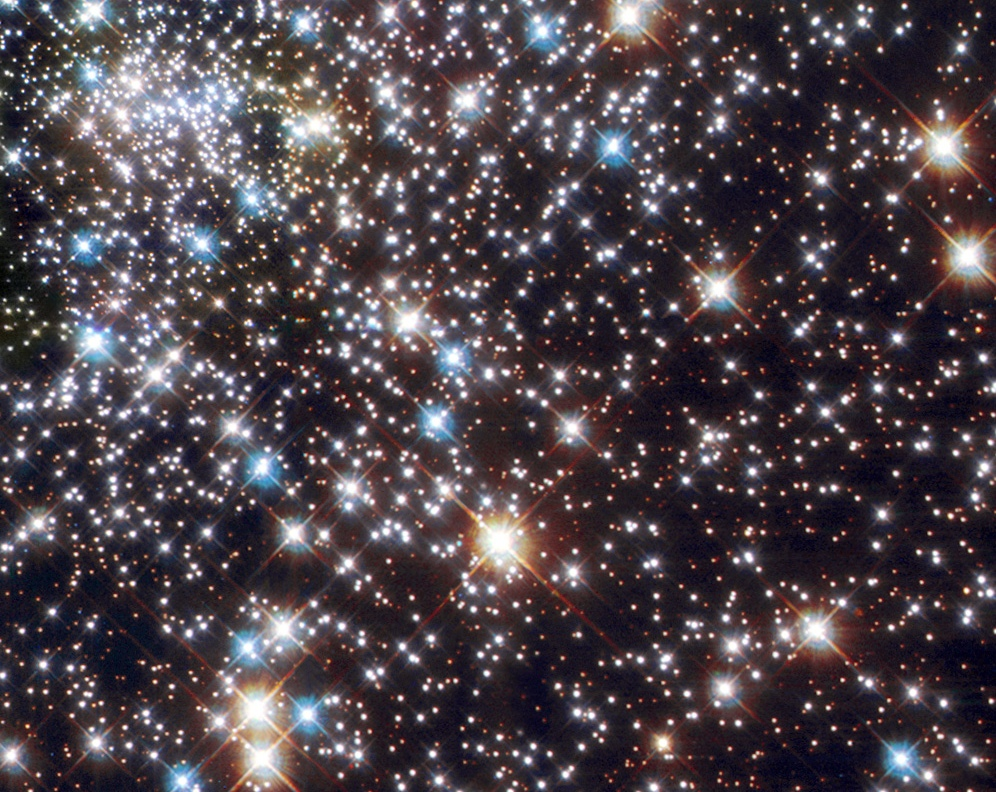
Blauwe achterblijvers in bolhoop NGC 6397 gefotografeerd door ruimtetelescoop Hubble.

Een blauwe achterblijver of blauwe dwaalster (Engels: Blue Straggler) is een schijnbaar te blauwe (dus te hete) en te jonge ster vergeleken met andere sterren in zijn omgeving. Zulke sterren werden voor het eerst waargenomen in bolvormige sterrenhopen. In mei 2011 bleek dat ze ook voorkomen in de bulge van het Melkwegstelsel.

## Ontdekking
Blauwe achterblijvers zijn voor het eerst waargenomen in 1953 in de bolvormige sterrenhoop Messier 3 door Allan Sandage.
In een bolvormige sterrenhoop zijn alle sterren van dezelfde leeftijd. Doordat grote, hete sterren hun brandstof veel sneller gebruiken dan kleinere, koelere sterren, is in een bolvormige sterrenhoop de hoofdreeks 'afgebroken' - er zijn alleen sterren beneden een bepaalde grootte en temperatuur, plus een assortiment van rode reuzen en witte dwergen. Een enkele keer komt er echter een ster voor die te groot en heet, en dus te jong is vergeleken met de andere sterren. Dit zijn de blauwe achterblijvers.
Astronomen geloven dat blauwe achterblijvers ontstaan doordat twee oudere, kleinere sterren op elkaar botsen waarbij een enkele ster ontstaat met een groot deel van de massa van beide. De waarschijnlijkste theorie is dat het gaat om een nauw dubbelstersysteem waarvan de componenten zijn gefuseerd, maar het zou ook kunnen gaan om ongerelateerde sterren die op elkaar zijn gebotst. Door de veel grotere dichtheid van sterren in sterrenhopen kunnen daar immers botsingen tussen sterren plaatsvinden, iets dat voor sterren als de zon extreem onwaarschijnlijk is.